# Fannie Lou Hamer

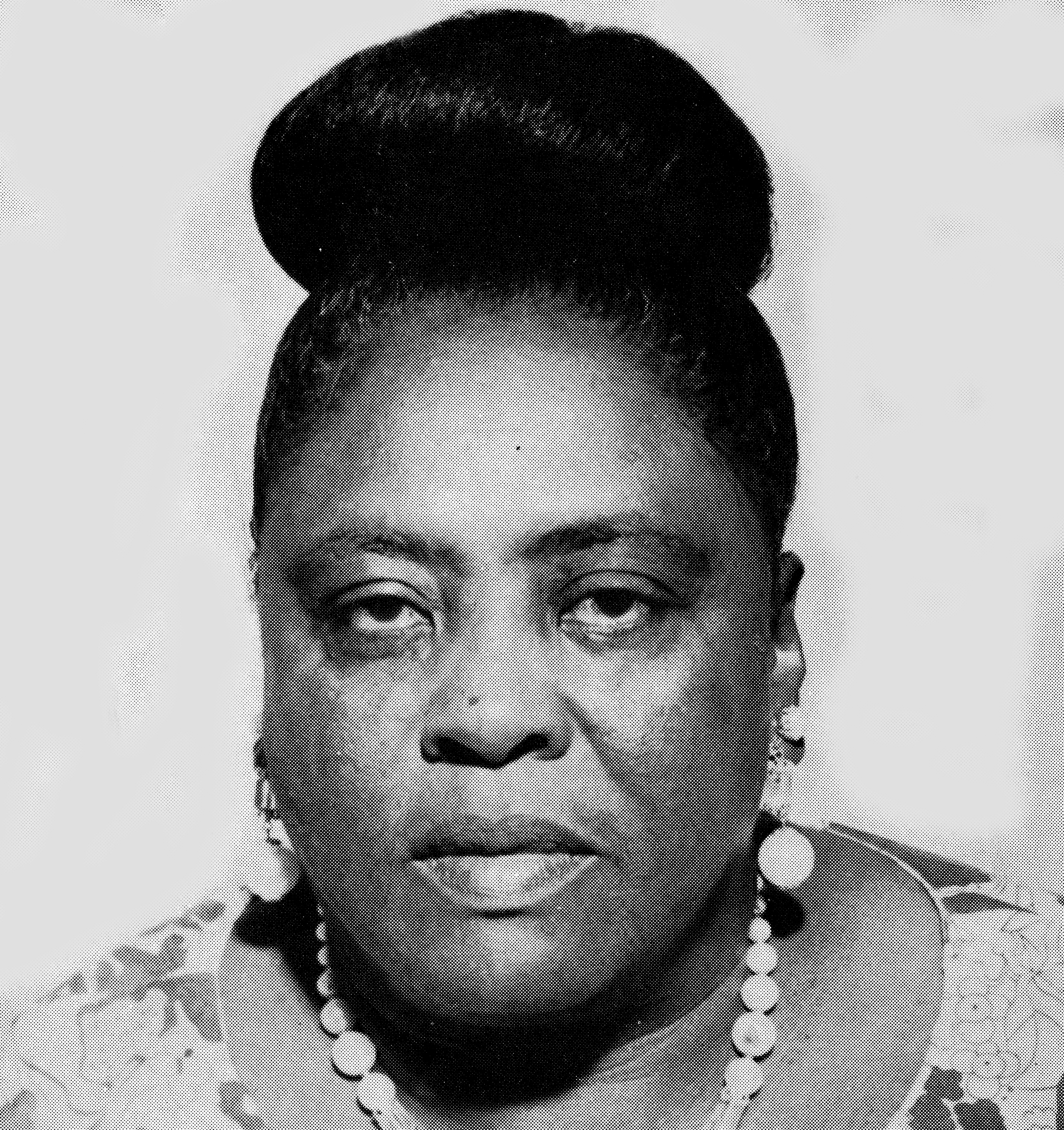
Fannie Lou Hamer (1971)

Fannie Lou Hamer (* 6. Oktober 1917 in Ruleville, Montgomery County, Mississippi, als Fannie Lou Townsend; † 14. März 1977 in Mound Bayou, Mississippi) war eine US-amerikanische Bürgerrechtlerin. In den 1960er Jahren kämpfte sie in den USA für das Stimmrecht und die Gleichberechtigung der Afroamerikaner.

## Leben

### Kindheit
Fannie Lou Hamer war das jüngste der 20 Kinder von James und Lou Ella Townsend, einer Baumwollpflückerfamilie (Sharecropper); ihr Großvater war noch Sklave gewesen. Zusätzliches Einkommen erwirtschafteten die Eltern als Hausangestellte, Baptistenprediger und Schwarzbrenner (Bootlegger).
Im Alter von zwei Jahren zog sie mit ihrer Familie nach Sunflower County, um auf der Plantage von E.W. Brandon in Ruleville zu arbeiten. Eine Kinderlähmung ließ sie ab ihrem fünften Lebensjahr hinken. Als Hamer sechs Jahre alt war, schloss sie sich ihrer Familie bei der Arbeit auf der Plantage an. Der Plantagenbesitzer brachte sie mit einem Trick dazu, als Kind Baumwolle zu pflücken. Er bot dem hungrigen Kind Essen an, wenn es in einer Woche 30 Pfund Baumwolle pflücke. Die sechsjährige Hamer hätte nie gedacht, dass man von ihr erwarten würde, jeden Tag zu arbeiten, ohne dass sie dafür etwas zu essen bekäme und mit dem geringsten Lohn. Im Alter von 13 Jahren pflückte sie bis zu 400 Pfund Baumwolle am Tag und erhielt 1 Dollar für ihre Arbeit. Dem Smithsonian Magazine zufolge war Hamer acht Jahre alt, als sie 1925 mit ansehen musste, wie Joe Pullam, ein lokaler Baumwollpflücker, gelyncht wurde. In einem Interview mit Jack O’Dell im Jahr 1965 sagte sie: „Ich erinnere mich bis heute daran und werde es nicht vergessen.“ Die Eltern von Fannie Lou Hamer bemühten sich sehr, ihre Kinder in der Schule zu halten, aber die Schule dauerte nur vier Monate im Jahr – von Dezember bis März – und sie hatten oft keine Kleidung zum Anziehen. Aber als Hamer die Schule besuchen konnte, liebte sie sie und befolgte den Rat ihrer Mutter: „Lerne lesen, denn wenn du liest, weißt du Bescheid – und du kannst dir und anderen helfen.“ Hamer musste die Schule im Alter von 12 Jahren abbrechen, um ihrer Familie zu helfen, Geld zu verdienen, damit alle überleben konnten.

### Arbeitsleben
Da Hamer während ihrer kurzen Schulzeit Lesen und Schreiben gelernt hatte, arbeitete sie auch als Zeitnehmerin auf der Plantage, wobei sie die Aufzeichnungen über die geernteten Ballen, den fälligen Lohn und die Arbeitszeiten führte. Diese Arbeit verschaffte ihr einen Einblick in die Art und Weise, wie die Plantagenbesitzer „absichtlich falsche Berechnungen anstellten und verschiedene Tricks anwendeten, um die Teilpächter zu betrügen, die am Ende der Saison zur ‚Abrechnung‘ kamen“.
Diese Ungerechtigkeit veranlasste Hamer zur Rebellion, und sie begann ihr eigenes „gewogenes Instrument“ zur Waage zu bringen, damit die Pächter ihren gerechten Anteil erhielten. Später in ihrem Leben sagte Hamer: „Ich wusste nicht, was ich tun sollte, und alles, was ich tun konnte, war, auf die einzige Weise zu rebellieren, die ich tun konnte.“

### Heirat
1944 heiratete sie Lou Perry „Pap“ Hamer (1912–1992), einen lokalen Traktorfahrer, und arbeitete als Baumwollpflückerin im Sunflower County auf der Plantage von W. D. Marlow, einem Nachbarn des Plantagenbesitzers und Senators James Eastland, einem bekennenden Rassisten, über dessen schlechte Behandlung von schwarzen Arbeitern sie 1964 in einem Filminterview sprach (s. Weblinks).

### Zwangssterilisation

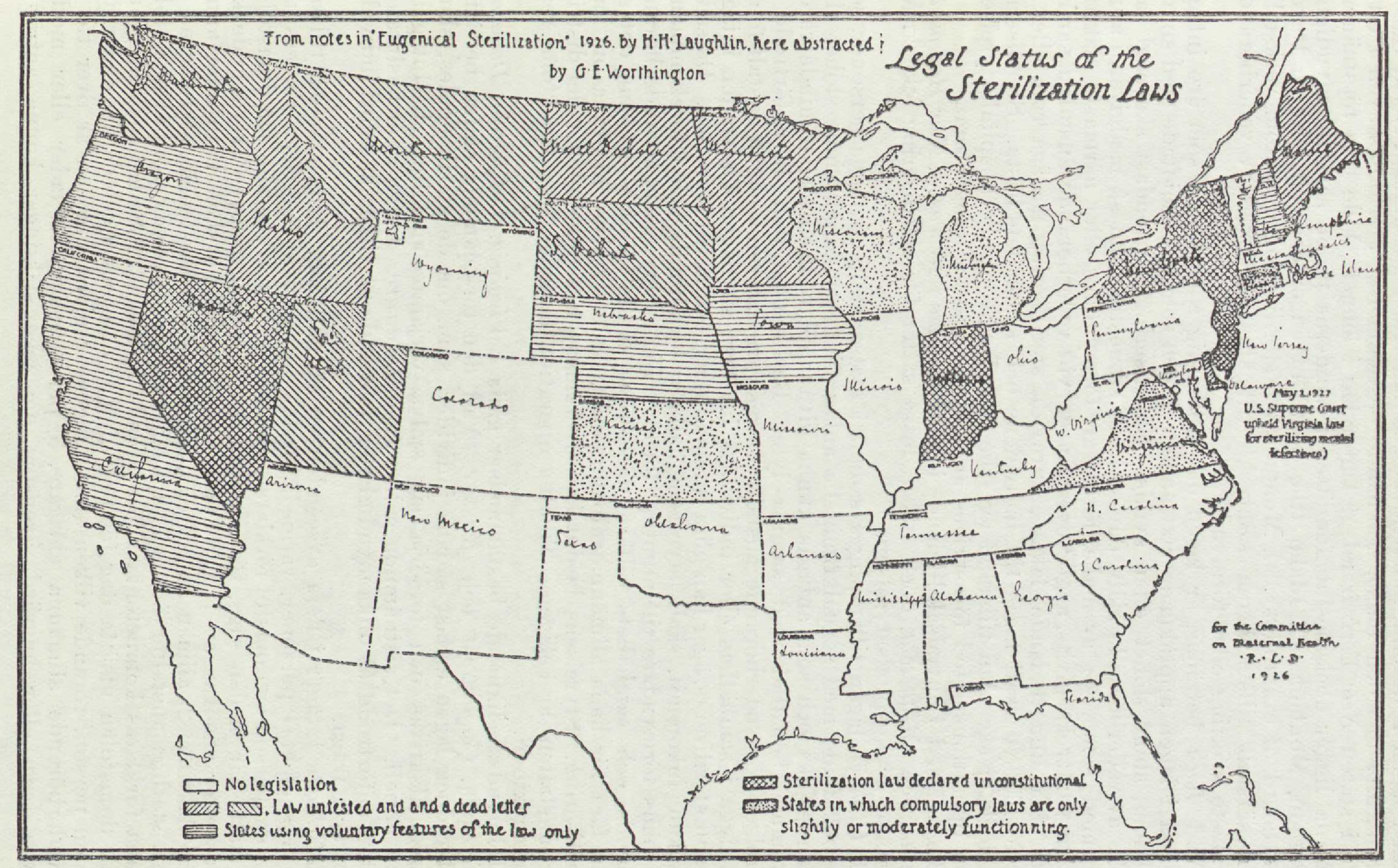
US-Karte von 1929 mit geltenden Sterilisierungsgesetzen

1961 unterzog sich Hamer einer Operation, um eine kleine Zyste in ihrem Magen zu entfernen. Nach diesem Eingriff musste sie feststellen, dass ohne ihre Zustimmung an ihr gleichzeitig eine Zwangssterilisierung in Form einer Hysterektomie vorgenommen worden war. Diese Art der Zwangssterilisation war damals so üblich, dass sie als „Mississippi-Appendektomie“ bezeichnet wurde, ein Begriff, den Hamer selbst geprägt hat. Am 8. Juni 1964 sagte Hamer vor einem Gremium in Washington, DC, aus, dass im North Sunflower County Hospital „sechs von zehn Negerinnen, die das Krankenhaus aufsuchen, mit abgebundenen Eileitern sterilisiert werden“.

#### Adoptionen
Da sie nun keine Kinder mehr bekommen konnte, adoptierten die Hamers zwei Töchter (* 1945 und 1954). Das ältere Mädchen adoptierten sie, als es geboren wurde, um ihr ein Zuhause zu geben, da ihre Mutter unverheiratet war. „Ich habe mich immer um jedes menschliche Wesen gekümmert“, erklärte Hamer. Das jüngere Mädchen wurde ihr im Alter von 5 Monaten gegeben. Es hatte sich schwere Verbrennungen zugezogen, als eine Wanne mit kochendem Wasser überlief, und seine große, verarmte Familie war nicht in der Lage, es zu versorgen. „Wir hatten ein wenig Geld, also kümmerten wir uns um sie und zogen sie auf. Als ich sie bekam, war sie auch kränklich und litt an Unterernährung. Dann wurde sie von einem Auto überfahren und ihr Bein war gebrochen.“

## Bürgerrechtlerin

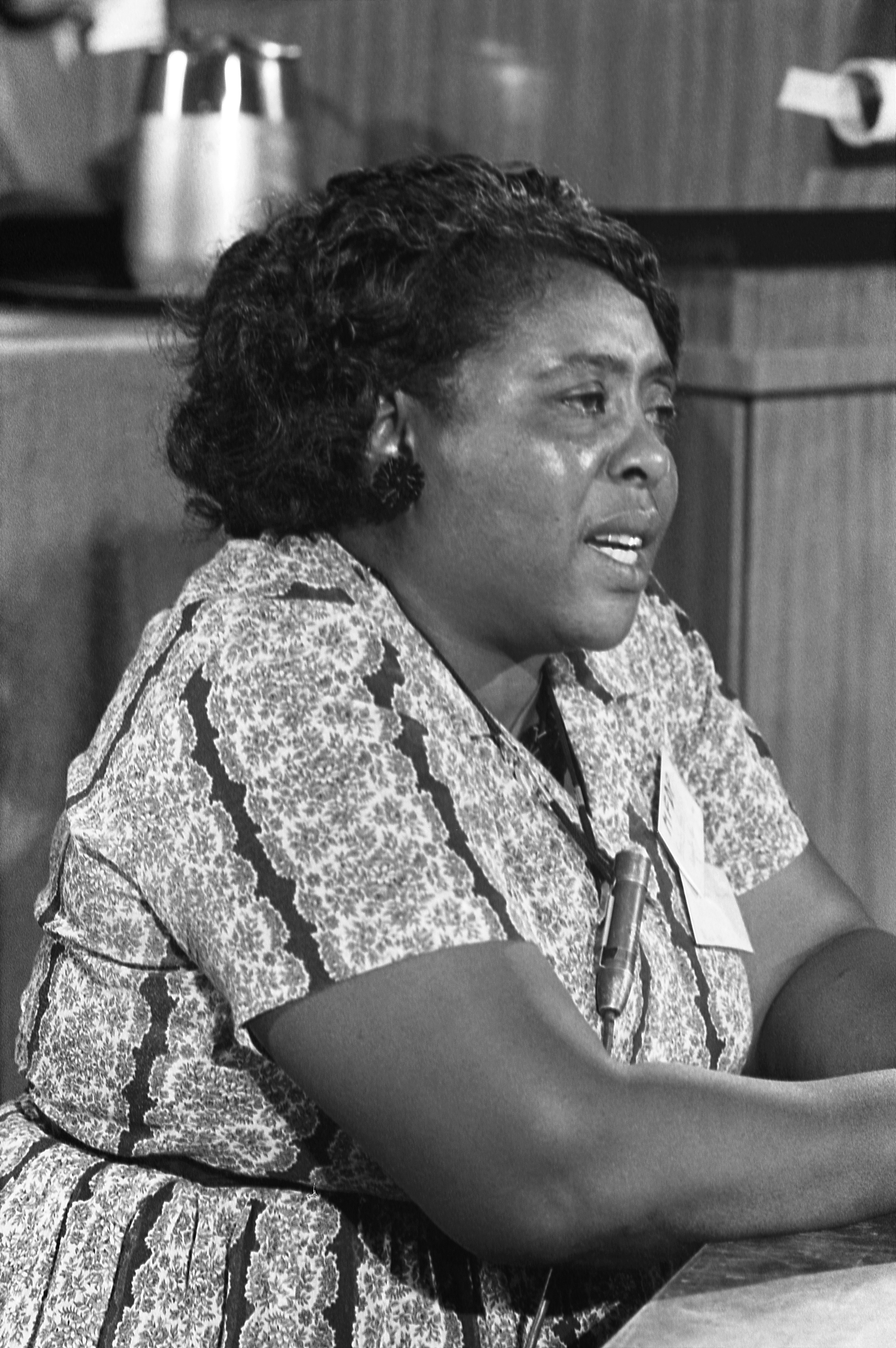
Fannie Lou Hamer bei einer Rede der Mississippi Freedom Democratic Party 1964 in Atlantic City, New Jersey

1962 versuchte sie sich im Sunflower County in das Wählerverzeichnis einzutragen. Sie verlor ihren Arbeitsplatz, wurde mehrfach festgenommen, misshandelt und 1963 in Winona inhaftiert. Sie war Mitglied des Student Nonviolent Coordinating Committee sowie Gründungsmitglied der Mississippi Freedom Democratic Party und wurde deren zweite Vorsitzende.
1964 schrieb Jerry DeMuth vom Magazin „The Nation“ über die Wahlsituation der Schwarzen im County:

“Mrs. Hamer is a Negro and only 6,616 Negroes (or 4.14 percent of voting-age Negroes) were registered to vote in the Second Congressional District in 1960. But in 1962, when Whitten was elected for the twelfth time, only 31,345 persons cast votes, although in 1960 there were more than 300,000 persons of voting age in the district, 59 percent of them Negro. Mrs. Hamer’s bid is sponsored by the Council of Federated Organizations, a Mississippi coalition of local and national civil rights organizations.”

„Mrs. Hamer ist eine Negerin, und 1960 waren nur 6.616 Neger (oder 4,14 Prozent der Neger im Wahlalter) im zweiten Kongressbezirk als Wähler registriert. Aber 1962, als Whitten zum zwölften Mal gewählt wurde, gaben nur 31.345 Personen ihre Stimme ab, obwohl es 1960 mehr als 300.000 Personen im wahlberechtigten Alter in diesem Bezirk gab, von denen 59 Prozent Neger waren. Die Kandidatur von Mrs. Hamer wird vom Council of Federated Organizations, einem Zusammenschluss lokaler und nationaler Bürgerrechtsorganisationen in Mississippi, unterstützt.“

Solange Mississippi seine diskriminierenden Wahlpraktiken nicht einstellte, waren ihre Chancen auf eine Wahl gering, aber sie rüttelte die Bürger ihres Bezirks wach. „Ich zeige den Leuten, dass ein Neger für ein Amt kandidieren kann“, erklärte sie.
1969 gründete sie die Freedom Farm Cooperative, die bedürftigen Schwarzen und Weißen Arbeit gab und sie finanziell unterstützte. Die Kooperative bestand bis 1974.

## Zitate
“All my live I was sick and tired of being sick and tired!”

„Mein ganzes Leben lang war ich krank und müde vom krank und müde sein!“

„They talked about how it was our right, that we could register and vote. I had never heard, until 1962, that black people could register and vote.“

„Sie sprachen davon, dass es unser Recht sei, dass wir uns registrieren lassen und wählen könnten. Ich hatte bis 1962 noch nie gehört, dass Schwarze sich registrieren lassen und wählen können.“

„We been waitin' all our lives, and still gettin' killed, still gettin' hung, still gettin' beat to death. Now we're tired waitin'!“

„Wir haben unser ganzes Leben lang gewartet und werden immer noch getötet, immer noch gehängt, immer noch zu Tode geprügelt. Jetzt sind wir es leid, zu warten!“

## Ehrungen

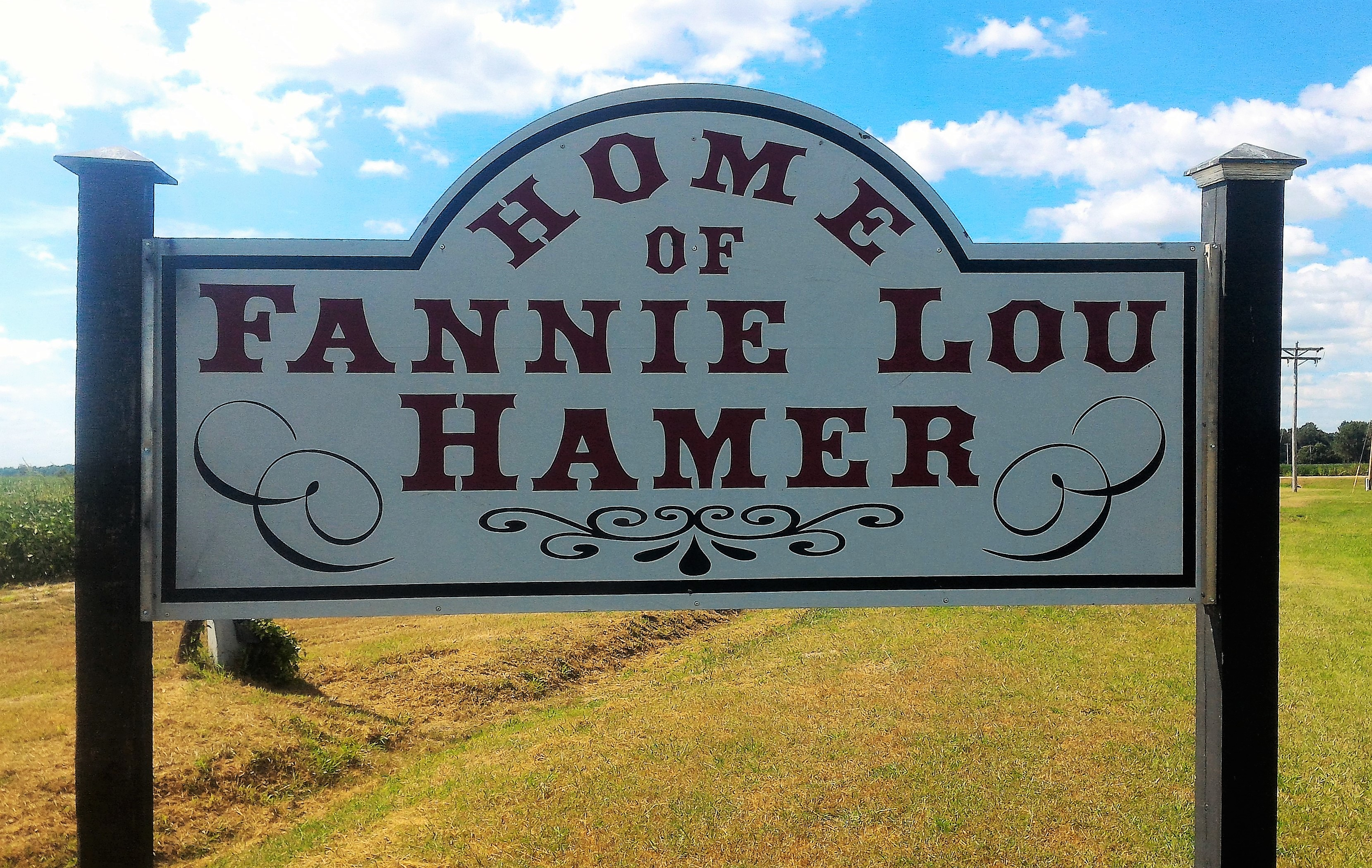
Gedenktafel in Ruleville

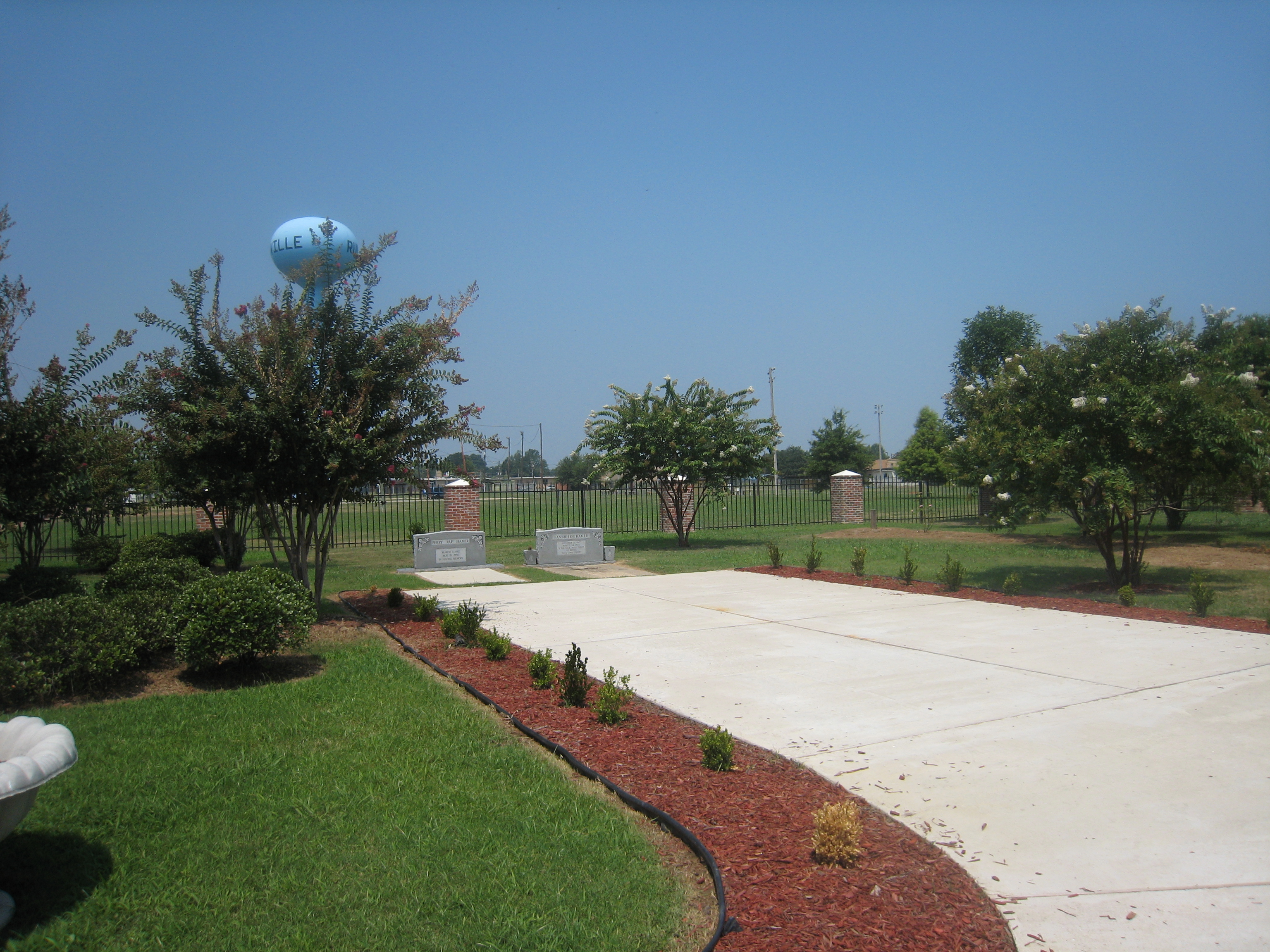
Fannie Lou und Paps Grabstätten im Fanny Lou Hamer Memorial Garden in Ruleville

- 2025 wurde ihr von US-Präsident Joe Biden die Presidential Medal of Freedom verliehen.[7][8]
- 1993 wurde Hamer posthum in die National Women’s Hall of Fame aufgenommen.[9][10]
- Ehrendoktorwürde der Rechtswissenschaften der Shaw University in Raleigh[10]
- Den Ehrentitel des Columbia College Chicago erhielt sie 1970 und den der Howard University in Washington 1972.[10]